# Жорж Валуа
Жорж Валуа (справжнє ім'я Альфред-Жорж Грессан, фр. Alfred-Georges Gressent; 7 жовтня 1878 — лютий 1945) — французький лівий- і праворадикальний політик. Націонал-синдикаліст. Засновник першої у Франції фашистської організації під назвою «Фесо». Був участником французького опору.

## Життя та кар'єра
Народився у сім'ї робітника 7 жовтня 1878 року, у віці 17 років поїхав до міста Сінгапур, а у 1898 році повернувся до Парижа. У ранні роки був анархо-синдикалістом. Він знайшов роботу секретарем у L'Humanité Nouvelle, де познайомився з Жоржем Сорелем. Пізніше, після перебування в Імператорській Росії (1903), Гресент працював секретарем у видавництві Армана Коліна Після написання своєї першої книги «L'Homme Qui Vient» («Нове Людство») він познайомився з письменником-націоналістом і монархістом Шарлем Моррасом і став членом його партії під назвою: «Action Française», де він продовжував стежити за робітничим рухом. Оскільки його працевлаштування було б скомпрометовано участю в ультраправій монархічній лізі, він узяв псевдонім Жорж Валуа. У 1911 році він створив націонал-синдикалістичну партію "Cercle Proudhon" (Серкль Прудон), а у 1912 році очолив видавництво «Французької дії», (фр. Nouvelle librairie nationale). «Серкль» змішав вплив Сореля з інтегралізмом, схваленим Шарлем Моррасом, і став його лідером. За словами історика Зеєва Штернхелля, ця ідеологія була прообразом італійського фашизму. У 1925 Валуа заснував тижневик «Le Nouveau Siècle» (Нове століття), в якому Моррас розглядав його як потенційного конкурента. В результаті чого, він втратив роботу у La Nouvelle librairie nationale. Розрив із Моррасом став ще серйознішим після того, як у тому ж році він створив лігу «Фесо» Його давній соратник Жак Артуї був одним із лідерів нової ліги. Їй допомагали великі підприємці у боротьбі з агітацією Комуністичної партії Франції (ФКП). Після деякого успіху (до нього приєдналися такі екстремістські постаті, як Юбер Лагарделль і Марсель Бюкар) він зник у 1928 році, коли Валуа вже був виключений з партії. Середній клас, можливо, відмовився від своєї підтримки через свою недовіру до фашизму як правдоподібного рішення для Франції або тому, що він вважав, наслідуючи тенденцію, встановлену Римсько-католицькою церквою (яка у 1926 році відлучила від церкви Action française), що найкращим рішенням було проникнути до інститутів Третьої республіки.Валуа втратив фінансову підтримку, «Фесо» був розпущений, він заснував Республіканську синдикалістичну партію (PRS). Жак Артуї також був лідером партії. Під час другого Лівої коаліції (фр. Cartel des gauches) партія опублікувала «Cahiers bleus» (1928—1932), в якому розміщувалися нариси різних осіб, у тому числі Марселя Деа (майбутнього неосоціаліста, якого виключили з дослідження), з Французької секції робітничого інтернаціоналу (SFIO), який пізніше стане колабораціоністом), Бертран де Жувенель (співзасновник Товариства Мон Пелерін, ліберальної організації, яка все ще існує), П'єр Мендес Франс (один з молодих гвардійців, або jeunes loups, який стане прем'єр-міністром Франції під час Четвертої республіки), та Едуард Берт. Після кризи 6 лютого 1934 Валуа заснував «Le Nouvel Age» («Нова ера»), яку він представив як ліву рецензію разом з Cahiers bleus. Однак «Le Nouvel Age», яка стверджувала, що просуває посткапіталістичну економіку, рекламувала себе як корпоративістська. У 1935 році він спробував приєднатися до SFIO, але отримав відмову, хоча його підтримував Марсо Півер.

## Ідейна спадщина
Політичні віражі Жоржа Валуа характерні для багатьох французьких політиків міжвоєнного періоду. Вони породжувалися пошуком альтернативи капіталізму та комунізму — причому альтернативи, заснованої на французькій традиції. Хоча політичні проєкти Валуа не були успішними, але його теоретичні розробки і технології політичної активності були використані різними політичними силами — від фашизму до лівого голлізму. Деякий інтерес до ідейно-політичної спадщини Валуа, спостерігається у радикальних колах російської оппозиції, особливо у націонал-більшовицькій партії (НБП) та партії «Інша Росія»